# Абрам (мыс)
Абрам (Абрам-мыс) — мыс на западном берегу Кольского залива Баренцева моря. Находится в южной части залива, напротив центральной части Мурманска.
Название по близлежащей Абрам-пахте, названной в честь Варлаама Керетского (в миру Василия). Согласно преданию, отец Василий, в бытность свою настоятелем Никольской церкви в Коле, изгнал беса, обитавшего на Абрам-мысе и требовавшего жертв даже от крещёных рыбаков.
Рядом с мысом образовался одноимённый посёлок, а позднее микрорайон Мурманска, Абрам-Мыс. Территория мыса застроена портовыми сооружениями, среди которых пассажирская пристань на линии «Мурманск-Абрам-Мыс» (закрыта в 2010-е).
Южнее мыса в Кольский залив впадает Варяжский ручей.